# WebP
WebP (pronunciado weppy) é um formato de imagem digital aberto do tipo raster a ser utilizado na web (derivado do formato de vídeo VP8 e projeto irmão do formato WebM), desenvolvido pela empresa Google, com o objetivo de diminuir o tamanho dos arquivos, garantindo uma transferência mais rápida e com qualidade para quem possui uma internet lenta, pois une o que há de melhor em outros formatos de imagem, como a possibilidade de compressão do arquivo (semelhante ao JPEG), a capacidade de usar transparência (semelhante ao PNG), e o suporte a animações (do mesmo modo que o GIF).

## Características
Esse formato do tipo raster, oferece subsampling de cores 4:2:0 e, suporta imagens com comprimentos de até 16 383 pixels (14 bits: 214 −1). Alcança uma melhor qualidade de imagem por quantidade de dados do que o JPEG e com compressão mais alta; ele funciona particularmente eficaz na compressão de partes uniformes de baixo detalhe da imagem.
Em 2011, a Google começou os experimentos com compressão sem perda e com transparência, nos modos com e sem perda, sendo lançado em agosto do ano seguinte. Conforme a Google, a conversão do PNG para WebP resulta em redução de 45% no tamanho, e de 28% se o PNG sofrer recompressão com os comandos pngcrush ou PNGOUT.

## História
O formato WebP foi lançado em 2010, desenvolvido pela empresa On2 Technologies, posteriormente adquirida pela Google.
O formato evoluiu para acompanhar os hábitos de consumo e as tendências digitais emergentes, assim em 2011 a Google aumentou a compatibilidade com outros navegadores de internet além do chrome e, também adicionou suporte para animação e transparência. Em novembro do mesmo ano, começou a realizar experimentos com compressão sem perda e com transparência (canal alfa), nos modos com e sem perda de qualidade. Em agosto de 2012, foram lançados ao público na versão 0.2.0.